# Porto de Ilhéus

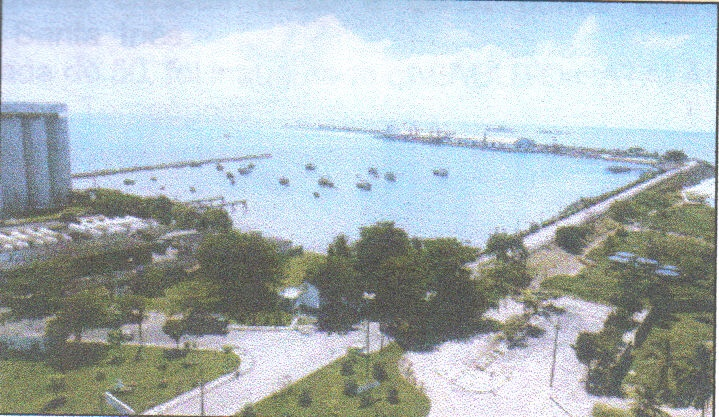

O Porto de Ilhéus, também conhecido por Porto de Malhado, é um porto brasileiro localizado no município de Ilhéus, no estado da Bahia. É o maior porto exportador de cacau do Brasil.

## História
A história portuária de Ilhéus está vinculada à expansão da lavoura de cacau na Ilhéus-Itabuna. Já no início do século XIX, observou-se a necessidade da instalação de um porto para escoar a produção. Desta forma, nos anos 10, iniciou-se a construção do primeiro porto de Ilhéus, o porto da Foz do Rio Cachoeira, que ficou, cerca de meio século, sob a administração da Companhia Industrial de Ilhéus S/A e outras que se incorporaram a essa companhia, em que participavam os produtores interessados na exportação nacional.
Mais tarde, por volta dos anos 20 no início do século XX e na década de 1940, foi detectada a necessidade de construção de um novo porto, maior, depois do hiato, provocado pela queda da produção do chocolate e diante das deficiências verificadas no porto do Rio Cachoeira, localizado em área sujeita à formação de bancos de areia e com canal de acesso de profundidade irregular.
Decidiu-se, então, pela construção do novo porto, na ponta do Malhado, o primeiro a ser construído em mar aberto no Brasil, e que veio a ser inaugurado em 1971.
Com a criação da Codeba, em 1977, o antigo Porto de Ilhéus, já totalmente desativado, teve seu patrimônio e controle incorporado juntamente com o novo Porto do Malhado à Companhia das Docas do Estado da Bahia (CODEBA), na condição de empresa de economia mista, estatal, cujos sócios são o Estado da Bahia e a União Federal.
Com a idealização do Porto Sul na mesma cidade ,o porto de Ilhéus torna-se uma plataforma logística de construção para o Porto Sul e a Fiol, e depois poderá ser aproveitado como um acessório na operação do Porto Sul.

## Localização
O porto de Ilhéus está localizado na área urbana, mais especificamente no final da Avenida Soares Lopes no bairro Cidade Nova, como é um porto de mar aberto apenas a entrada esta localizada em terra firme.

## Acessos
O acesso ao porto pode ser feito por meio rodoviário, fluvial e marítimo. Pela rodovia estadual BA-262, que encontra a BR-101 a 47 quilômetros do porto, e pelas rodovias BA-415/BR-415, que interceptam a BR-101 em Itabuna (BA). A confluência formada pelos rios Almada e Cachoeira, navegáveis, serve apenas a pequenas embarcações pesqueiras e de recreação, que não influem na movimentação de cargas do porto. A barra de entrada portuária tem largura de 200 metros e profundidade de 10 metros. O canal de acesso se desenvolve na direção norte, paralelamente à extremidade do molhe de proteção ao porto; tem extensão total aproximada de 1.000 metros, largura de 200 m e profundidade de 10 metros.

## Reformas
Passou por uma reforma contemplando uma dragagem de manutenção do canal de acesso ao porto para alcançar a profundidade original, em torno de dez metros. O que possibilitou a melhora do acesso e a recepção de navios maiores com mais segurança à navegação.